# Кебапче
Кебапче — страва з помеленого м'ясного фаршу з приправами, циліндричної форми, жарене на вугіллі. Вона характерна для болгарської та балканської кухні.
Традиційно кебапчета у Болгарії готують з суміші меленого свиного та яловичого м'яса та приправ (чорного перцю, кмину, солі). Можливо використовувати тільки свине м'ясо, а іноді навіть баранину. Після того як суміш замішено, фарш лишають стояти 24 години. Кебапчета надають привильну циліндричну форму з вагою 35-70 грамів. Їдять теплим з різними гарнірами.